# Władysław Kustra
Władysław Kustra (ur. 5 lutego 1955 w Częstochowie, zm. 7 listopada 2022) – polski siatkarz, medalista mistrzostw Europy, trener, olimpijczyk z Moskwy 1980.
Swój pierwszy sukces międzynarodowy odniósł w 1975, zdobywając brązowy medal mistrzostw Europy juniorów w Osnabrück.
W reprezentacji Polski w latach 1975–1980 rozegrał 111 spotkań.
Trzykrotny srebrny medalista mistrzostw Europy w: Belgradzie (1975), Helsinkach (1977) i Paryżu (1979).
Na igrzyskach olimpijskich w 1980 był członkiem drużyny (nie zagrał w żadnym meczu), która zajęła 4. miejsce.
W 1985 wyjechał do Portugalii, gdzie do 1990 był grającym trenerem w klubie SC Espinho. Z klubem zdobył dwukrotnie mistrzostwo Portugalii oraz dwukrotnie wywalczył brązowy medal. W latach 1990–1999 był trenerem klubu Esmoriz.
Siatkówkę uprawiali także jego córka Anna i syn Jacek.